# マシュマー・セロ
マシュマー・セロ (Mashymre Cello) は、アニメ『機動戦士ガンダムΖΖ』に登場する架空の人物。担当声優は堀内賢雄。

## 人物
宇宙世紀0070年10月29日（7月18日説あり）。年齢は18歳。血液型はAB型。身長は185センチメートル、体重は70キログラム。趣味は演劇鑑賞。好物はフランス料理。特技はフェンシング。
ネオ・ジオンの若き将校（階級は不明）で、ハマーン・カーンを心底崇拝している。

## 劇中での活躍
登場当初は宇宙巡洋艦「エンドラ」の艦長を務めるネオ・ジオンの「騎士」として登場。「アステロイドベルトの彗星」という異名をもつともいわれる。グリプス戦役終結直後のコロニー制圧作戦の際にサイド1のコロニー「シャングリラ」を担当するが、「シャングリラ」には先の戦闘で満身創痍のアーガマが寄港していた。自らモビルスーツ (MS) を駆ってアーガマを襲撃するが、成り行きでパイロットとなった民間人のジュドー・アーシタの駆るΖガンダムによって幾度となく退けられる。その後、「シャングリラ」を出港したアーガマを追撃。新型MS、ハンマ・ハンマを駆って、ついにΖガンダムの頭部を破壊するまでに至るが、あと一歩のところで敵の新型MS、ΖΖガンダムに阻止される（第11話）。
この頃のマシュマーは容姿容貌は美麗な貴公子である一方、主君たるハマーン・カーンへの極端な尊崇と恋慕の情の入り交じった思いを抱くあまり、三枚目的な珍行を繰り返す面白おかしい人物であった。ハマーン直々にたまわった薔薇に傷まぬようコーティング処理を施し、戦闘中を含め常に制服の胸に挿し大切にしていた。また、「ハマーン様のお言葉」を思い出しては頬を赤らめてありがたがり恍惚状態になるシーンは、番組第1クールにおいて定番の“コーナー”と化していた。一方、ファ・ユイリィに一目惚れして勝手に「天使殿」などと呼んでおり、一事が万事大時代的なロマンチスト肌。そんな調子であるため、部下のゴットン・ゴーにすぐ後ろで愚痴を言われたり、戦いに徹しきれない情があるなど、やる気空回り気味の憎めないライバルキャラでもあった。
騎士道精神として、卑怯な戦法を嫌うなど、大昔の兵員のような人物であった。
度重なる失敗の責任を問われるかたちで表舞台から遠ざかるが（第12話）、後に強化人間手術を施された上で再登場（第37話）。その際には艦隊や新型MSなどを与えられるも、副官兼目付け役としてイリア・パゾムを付けられる。性格は強化手術によって不安定ながらも冷酷非情に変化し、ダブリンへのコロニー落としも実行した。しかし、冷酷非情になっても良心が失われたわけではなく、コロニー落としを行った自分には薔薇は相応しくないと、自らの薔薇をイリアに捧げてもいる。
グレミー・トト率いるニュータイプ部隊の反乱の際には、ザクIII改で先陣を切って出撃し、プルツーが搭乗するクィン・マンサに単機特攻を敢行。クィン・マンサの嵐のようなオールレンジ攻撃網を突破し（その際に4機のファンネルを破壊している）、更にはメガ粒子砲をもかわし切り、勢いに乗じてビームサーベルで一太刀あびせるなど圧倒し、正に鬼神の如き戦いぶりを見せ、クィン・マンサを単機で追跡しアクシズ付近まで接近する。このままアクシズに攻撃をかけるか、撤退したと見せかけてグレミーの軍勢をおびき寄せるかを思案していたところ、グレミーの反乱に加担したラカン・ダカラン率いるスペースウルフ隊のドーベン・ウルフに奇襲を受ける。ラカン機に気を取られた隙に4機のドーベン・ウルフの有線式腕部によって、ザクIII改の両腕両脚を絡めとられ電流を流し込まれる。さらに四方からメガランチャーを浴びせられるも、マシュマーが発生させたバリアではね返し、右腕を掴んでいたドーベン・ウルフをたぐり寄せ頭部をねじ切るという怪物じみた力を発揮する。しかし、過度な『強化人間』処置を施されたマシュマーの強大な精神エネルギーにザクIII改が耐えきれなくなり、ハマーンを称える絶叫にも似た断末魔と共にマシュマーが発生させた光に包まれザクIII改は消滅、手繰り寄せていたドーベン・ウルフ1機を巻き込みつつ戦死する。その最期はジュドーやキャラ・スーンに衝撃を与え、監視役のイリアからは舌打ちと共にあっけない最期を責める言葉を、ハマーンからは「強化しすぎたか、これで意のままに動かせる持ち駒を1つ失ったな」と惜しむとも哀れむともとれる淡白な言葉を贈られた。
小説版では、ΖΖガンダムに敗れた後シャングリラに戻り、ゲモン・バジャック、ヤザン・ゲーブルらと共にMSゲゼに搭乗し、降下艦隊に合流した。降下後砂漠で旧ジオン軍残党がガンダム・チームに敗れた後、Ζガンダムに襲いかかるが、グレネードランチャーの直撃を受け、死亡する。ヤザンとゲモンという死を悼んでくれる友人に看取られた。
村上としやによる漫画版では、後半の再登場時にも強化人間にされたような描写はなく（外見は強化後のものになっている）、グレミーの反乱以前にジュドーとの一騎打ちに敗れて戦死している。
漫画『機動戦士ガンダム C.D.A. 若き彗星の肖像』では、0082年1月10日にモウサで行われたハマーンの摂政就任パレードにて、警備を押し切ってハマーンに薔薇を渡すなど、この頃から熱心なハマーン信者だったとされている。また、番外編「或る日 -H.D.A.-」では、それ以前に二人がゲームセンターで対戦していたことが描かれている。続編に当たる『機動戦士Ζガンダム Define』では、0086年に指揮官候補として採用され、ハマーンの私室で謁見することを許される。親衛隊への配属を希望するが、十分な人員がいるため最前線で指揮を執ってほしいこと、騎士道を学べば指揮官に任命することをハマーンから告げられる。宮殿内の書庫で騎士道を勉強し、立派な騎士になることを誓う。直後に反乱を起こした旧ギレン・ザビ総帥直属部隊と交戦するハマーンのもとにリゲルグで駆けつけ、リック・ドムとゲルググを撃破する。
漫画『機動戦士ガンダムΖΖ外伝 ジオンの幻陽』では、宇宙世紀0088年10月にエゥーゴによるアクシズ侵攻への防衛作戦に登場。アクシズ防衛を指揮し、自身もリゲルグに搭乗し敵旗艦のアイリッシュ級戦艦「マスタッシュ」を撃沈している。

## 主な搭乗機
- AMX-101 ガルスJ
- AMX-102 ズサ
- AMX-103 ハンマ・ハンマ
- AMX-011S（AMX-110S） ザクIII改
- MS-14J リゲルグ (機動戦士ガンダムΖΖ外伝 ジオンの幻陽、機動戦士Ζガンダム Define)
- ゲゼ (機動戦士ガンダムΖΖ 小説版）

## 主な搭乗艦
- エンドラ
- エンドラII

## 備考
- アーケードゲーム『機動戦士ガンダム0083カードビルダー』においてシナリオモードでジオン軍が勝利した場合、エギーユ・デラーズが勝利の演説を行うエンディングのひとつに、熱狂的な聴衆の中にマシュマーと思しき軍服の人物が画面隅に登場するものがある。
- 「シャア・アズナブルに匹敵する格好いい敵とする」ということで、キャラデザインの北爪宏幸は監督の富野由悠季から無数のリテイクを受けたと述懐している。アニメ誌での新番組発表の時期に披露されたデザインも決定稿ではなく、現在のデザインとは異なったヘアスタイルであった。なお記事に掲載されたヘアスタイルは、同時期のアニメ『蒼き流星SPTレイズナー』の主人公エイジと酷似していたため、リテイクの要因となったとのこと[6]。
- 初期のオープニングのラストにジュドーと仲間達と一緒に登場しているが、途中からルー・ルカに差し替えられた。このことから、グレミーのように初期案（初期案では後半のグレミーの行動はシャアが行うはずだった）ではまた違った立場や末路だったとの説が存在する。
- 女性タイプは可憐さと淑やかさを重視する。

## 評価
『愛と戦いのロボット 完全保存版』で発表されたアンケート「みんなで選ぶロボットアニメーションベスト100」では、「一番美しい悪役・敵役は？」で第57位にランクインした。